# Ágioi Anárgyroi (ort i Grekland, Thessalien)
Ágioi Anárgyroi är en ort i Grekland.   Den ligger i prefekturen Nomós Kardhítsas och regionen Thessalien, i den centrala delen av landet, 230 km nordväst om huvudstaden Aten. Ágioi Anárgyroi ligger 97 meter över havet och antalet invånare är 170.
Terrängen runt Ágioi Anárgyroi är platt åt nordost, men åt sydväst är den kuperad. Runt Ágioi Anárgyroi är det ganska tätbefolkat, med 104 invånare per kvadratkilometer. Närmaste större samhälle är Trikala, 14,5 km norr om Ágioi Anárgyroi. Trakten runt Ágioi Anárgyroi består till största delen av jordbruksmark.